# Metalimnophila spissigrada
Metalimnophila spissigrada là một loài ruồi trong họ Limoniidae. Chúng phân bố ở miền Australasia.